# Ictinia
Ictinia là một chi chim trong họ Accipitridae.